# Cobbitty
Cobbitty är en del av en befolkad plats i Australien. Den ligger i kommunen Camden och delstaten New South Wales, i den sydöstra delen av landet, omkring 52 kilometer väster om delstatshuvudstaden Sydney. Antalet invånare är 1 162.
Närmaste större samhälle är Ingleburn, omkring 17 kilometer öster om Cobbitty.
Runt Cobbitty är det i huvudsak tätbebyggt. Runt Cobbitty är det tätbefolkat, med 297 invånare per kvadratkilometer. Genomsnittlig årsnederbörd är 1 288 millimeter. Den regnigaste månaden är februari, med i genomsnitt 215 mm nederbörd, och den torraste är juli, med 34 mm nederbörd.